# Formicoxenus hirticornis
Formicoxenus hirticornis är en myrart som först beskrevs av Carlo Emery 1895.  Formicoxenus hirticornis ingår i släktet Formicoxenus och familjen myror. Inga underarter finns listade i Catalogue of Life.

## Bildgalleri

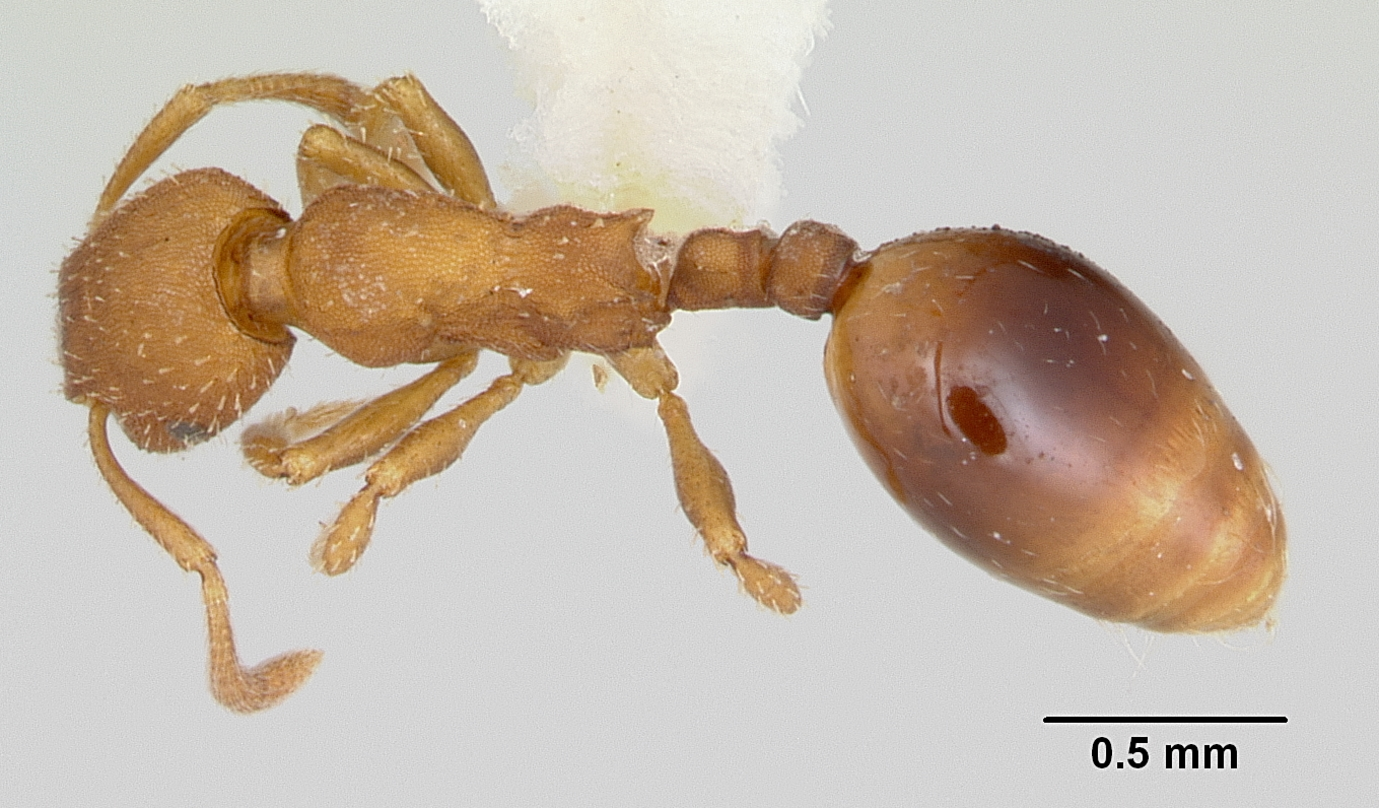
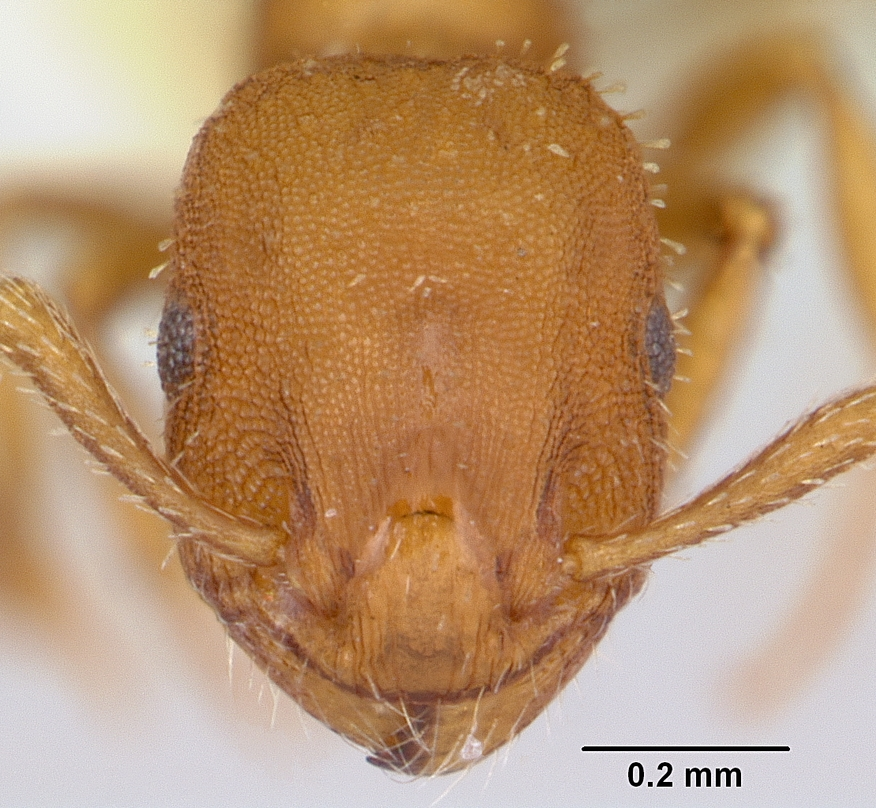
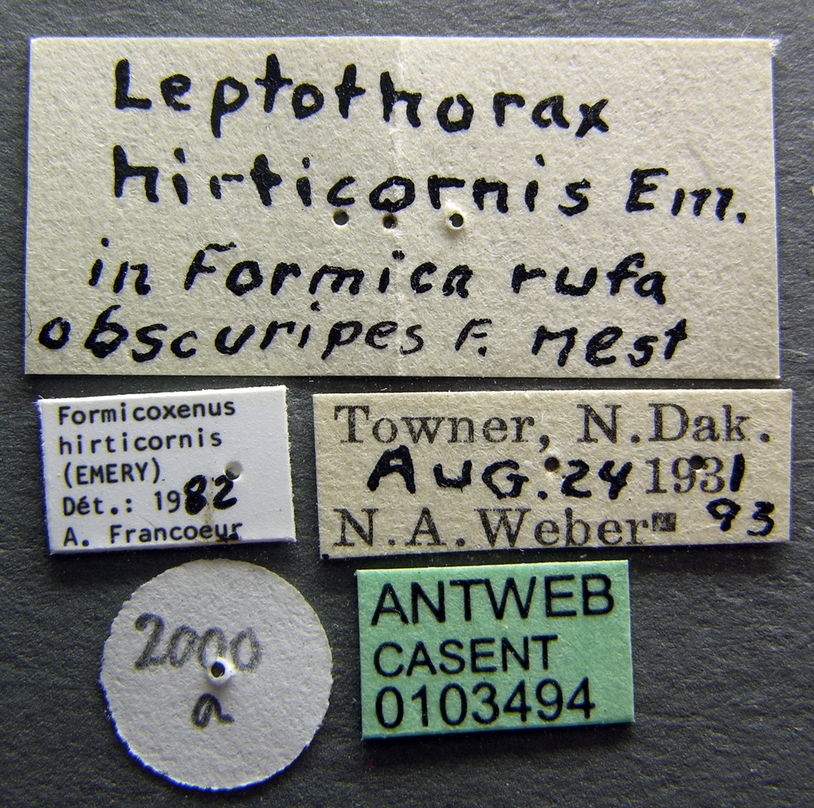
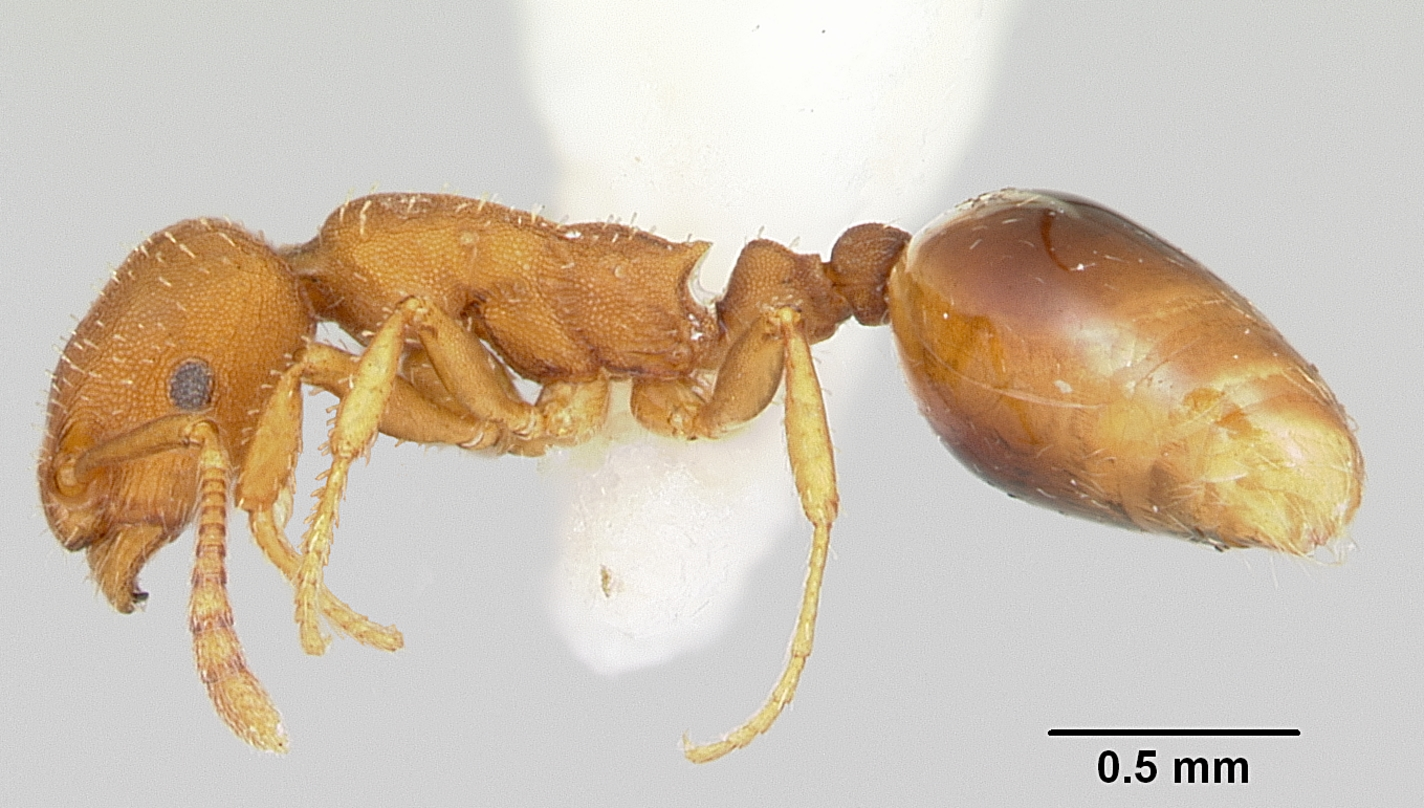
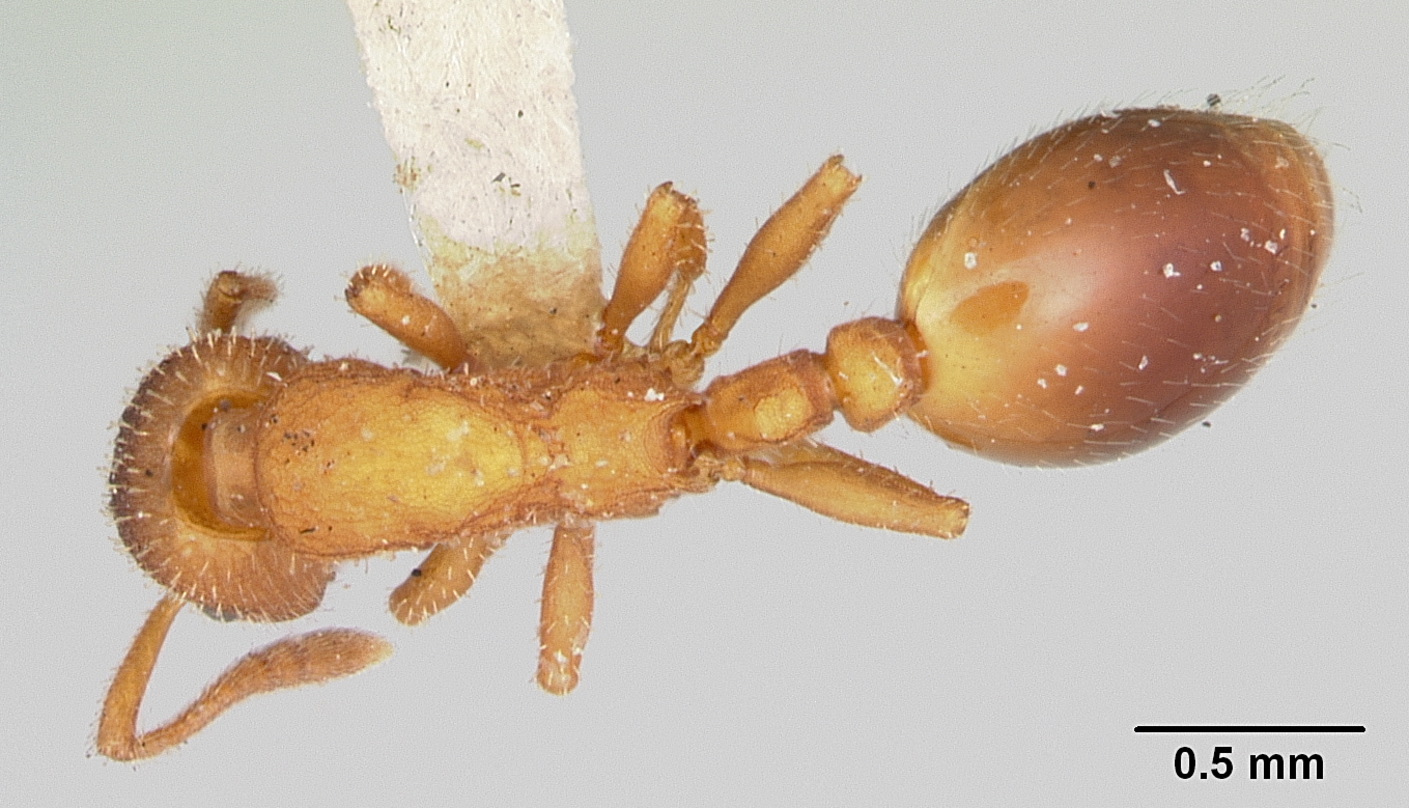
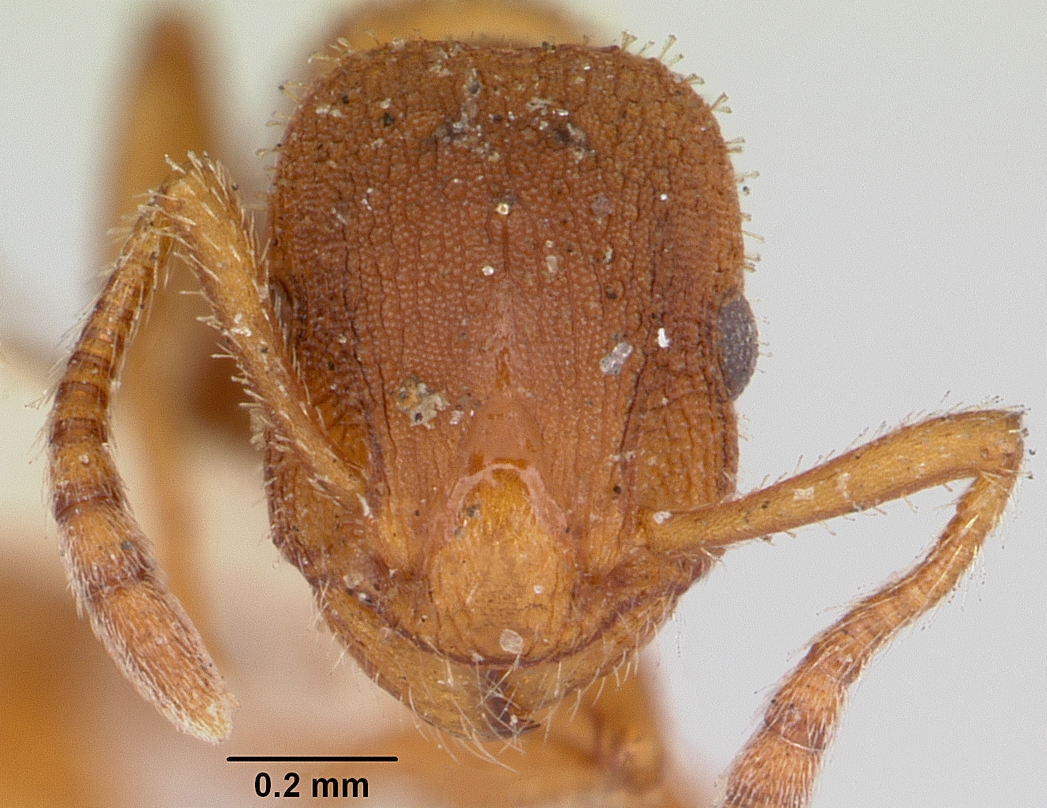